# Tage Dræbye
Tage Dræbye (født 13. juni 1943 i Århus, død 23. oktober 2013) var en dansk civilingeniør og politiker, der i 1970'erne og 1980'erne var medlem af Folketinget og Albertslund Kommunalbestyrelse for Radikale Venstre.
Dræbye blev i 1968 uddannet stærkstrømsingeniør og var derefter i nogle år redaktør for Albertslund Posten. I 1977 blev han sekretariatschef for Dansk Byplanlaboratorium og var sideløbende medlem af Albertslund Kommunalbestyrelse for Radikale Venstre. Han blev i 1979 valgt til Folketinget og sad til 1984, hvor han forlod politik til fordel for en stilling som direktør for Foreningen af Rådgivende Ingeniører i Danmark. I 1992 etablerede han egen rådgivningsvirksomhed. Det politiske arbejde fortsatte han i Radikale Venstres hovedbestyrelse, ligesom fra 2007 til 2010 var formand for Integrationsrådet i Albertslund Kommune. Han var desuden landsformand for Frit Oplysningsforbund i en årrække.
Dertil kommer en række faglige bestyrelser og udvalg, herunder var han blandt andet formand for Energistyrelsens Faglige Udvalg vedrørende Vindkraft, Elektricitetsrådet og Udvalget vedr. Miljøvenlig Produktion af El og Varme, ligesom han 2001-2002 var formand for Energimiljørådet.
Tage Dræbye var til sin død bosiddende i Albertslund.